# セ・ラ・ヴィ
セ・ラ・ヴィ (C'est La Vie) は、アメリカ合衆国の歌手ロビー・ネビルが、1986年に発表したセルフタイトルのデビュー・アルバム『Robbie Nevil』に収めたポピュラー・ソング。ただし、この歌を最初に録音したのは、1984年のアルバム『Bodacious !』にこれを収めた男性ゴスペル歌手のボー・ウィリアムス (Beau Williams) であった。
この曲は、ネビルがダンカン・ペイン (Duncan Pain)、マーク・ホールディング (Mark Holding) と共作し、デビュー・アルバムのために録音し、最初のシングルとしてリリースされたものだった。この曲は、1987年1月に、全米シングル・チャート Billboard Hot 100 で2週にわたって2位となり、トップ40には16週間とどまって、ネビルにとって米国における最大のヒット作となった。また、この曲はダンス・チャート Hot Dance Club Songs では1987年2月に1週だけ首位に立った。他国でも、全英シングルチャートでは、3位にまで達した。

## シングル収録曲

### A面
1. "C'est La Vie (Extended Version)"

### B面
1. "C'est la Vie (Dub Version)"
2. "Time Waits for no one"

## チャート
| Chart (1986-87)                                                | 最高位 |
| -------------------------------------------------------------- | ------ |
| オーストラリア (Kent Music Report)                             | 4      |
| オーストリア（エードライ・アオストリア・トップ40）             | 4      |
| ベルギー（ウルトラトップ50 フランドル）                        | 13     |
| カナダ (RPM)                                                   | 1      |
| ドイツ（メディア・コントロール）                               | 2      |
| アイルランド（アイルランド・レコード音楽協会 (IRMA)）          | 2      |
| イタリア（イタリア音楽産業協会 (FIMI)）                        | 16     |
| オランダ（ネーダラントス・トップ4050）                         | 13     |
| ニュージーランド（ニュージーランド・レコード産業協会 (RIANZ)） | 2      |
| ノルウェー（ヴェーゲー・リスタ (VG-lista)）                    | 4      |
| スペイン（スペイン・レコード・ビデオ協会 (VG-lista)）          | 7      |
| スウェーデン（トップリスタン (Topplistan)）                    | 2      |
| スイス（シュヴァイツァー・ヒットパラーデ）                     | 1      |
| イギリス (全英シングルチャート/The Official Charts Company）   | 3      |
| アメリカ合衆国（Billboard Hot 100）                            | 2      |
| アメリカ合衆国（Hot Dance Club Songs）                         | 1      |